# Chí Thảo
Chí Thảo là một xã thuộc huyện Quảng Hòa, tỉnh Cao Bằng, Việt Nam.

## Địa lý
Xã Chí Thảo nằm gần trung tâm huyện Quảng Hòa, có vị trí địa lý:
- Phía bắc giáp thị trấn Quảng Uyên và xã Độc Lập
- Phía đông giáp các xã Bế Văn Đàn, Cách Linh và Cai Bộ
- Phía nam giáp xã Hạnh Phúc và xã Hồng Quang
- Phía tây giáp xã Phúc Sen và xã Tự Do.

Xã Chí Thảo có diện tích 27,50 km², dân số năm 2021 là  2.857 người, mật độ dân số đạt 105 người/km².
Quốc lộ 3 đi qua phía tây của xã.

## Lịch sử
Xã Chí Thảo được đặt theo tên của một chiến sĩ Cộng sản tham gia kháng chiến chống Pháp.
Ngày 13 tháng 12 năm 2001, xã Chí Thảo thuộc huyện Quảng Uyên vừa tái lập từ huyện Quảng Hòa.
Ngày 1 tháng 10 năm 2010, điều chỉnh 391,7 ha diện tích tự nhiên và 507 người của xã Chí Thảo vào thị trấn Quảng Uyên. Xã Chí Thảo còn lại 2.749,61 ha diện tích tự nhiên và 3.066 người.
Đến năm 2019, xã Chí Thảo được chia thành 16 xóm: Kéo Bắc - Pác Nà, Rai Khang, Khưa Lay, Lũng Miêng, Cốc Coóc, Nà Rạc, Bó Cái, Lũng Nu, Lũng Lù, An Mạ, Lúng Ngưu, Lũng Lỳ, Canh Man, Lũng Ngườm, Giao Thượng, Giao Hạ.
Ngày 9 tháng 9 năm 2019, Hội đồng Nhân dân tỉnh Cao Bằng ban hành Nghị quyết số 27/NQ-HĐND về việc:
- Sáp nhập hai xóm Kéo Bắc - Pác Nà và Rai Khang thành xóm Hưng Yên
- Sáp nhập hai xóm Khưa Lay và Lũng Miêng thành xóm Xuân Lợi
- Sáp nhập hai xóm Cốc Coóc và Nà Rạc thành xóm Yên Lạc
- Sáp nhập ba xóm Bó Cái, Lũng Nu, Lũng Lù thành xóm Minh Hòa
- Sáp nhập ba xóm An Mạ, Lũng Ngưu, Lũng Lỳ thành xóm An Lạc
- Sáp nhập hai xóm Canh Man và Lúng Ngườm thành xóm Tiền Long
- Sáp nhập hai xóm Giao Thượng và Giao Hạ thành xóm Đồng Giao.

Ngày 1 tháng 3 năm 2020, huyện Quảng Uyên giải thể để tái lập huyện Quảng Hòa. Xã Chí Thảo thuộc huyện Quảng Hòa như hiện nay.

## Hành chính
Xã Chí Thảo được chia thành 8 xóm: An Lạc, Đồng Giao, Hưng Yên, Minh Hòa, Tiền Long, Xuân Lợi, Yên Lạc, Tắc Kha.